# Senza pelle : Écorché vif
Pour plus de détails, voir Fiche technique et Distribution.
Senza pelle : Écorché vif (Senza pelle) est un film dramatique italien écrit et réalisé par Alessandro D'Alatri sorti en 1994.
Le film est sélectionné dans la section Quinzaine des réalisateurs au  47e Festival de Cannes,. Pour ce film, D'Alatri remporte le David di Donatello, le Nastro d'Argento et le Ciak d'oro du meilleur scénario.

## Synopsis
Gina est employée des postes et Riccardo chauffeur de bus à l’ATAC. La vie sans histoire du couple est orchestrée par la routine quotidienne. Mais un beau jour, arrive une déclaration d'amour poétique écrite par un certain Saverio à l'attention de Gina. Du jour au lendemain, le quotidien banal du couple est bouleversé par des lettres d'amour anonymes.

## Notice technique
- Titre : Senza pelle
- Réalisation : Alessandro D'Alatri
- Scénario : Alessandro D'Alatri
- Musique : Moni Ovadia
- Montage : Cecilia Zanuso
- Sociétés de production : Rodeo Drive, Istituto Luce-Italnoleggio Cinematografico
- Pays de production :  Italie
- Date de sortie : 1994

## Distribution
- Kim Rossi Stuart : Saverio
- Anna Galiena : Gina
- Massimo Ghini : Riccardo
- Leila Durante : mère de Gina
- Maria Grazia Grassini : mère de Saverio
- Marina Tagliaferri : Paola
- Paola Tiziana Cruciani : Rossana
- Luca Zingaretti

## Distinctions
- 1995 : David di Donatello du meilleur scénario à Alessandro D'Alatri.
- 1995 : Ruban d'argent du meilleur scénario à Alessandro D'Alatri.
- 1995 : Globe d'or de la meilleure actrice pour Anna Galiena.
- 1994 : Grolla d'oro de la meilleure actrice pour Anna Galiena.
- 1994 : Grolla d'oro du meilleur acteur pour Kim Rossi Stuart.
- 1995 : Ciak d'or du meilleur acteur pour Kim Rossi Stuart.
- 1995 : Ciak d'or de la meilleure actrice  pour Anna Galiena.
- 1995 : Ciak d'or du meilleur scénario à Alessandro D'Alatri.